# Lijst van bouwwerken in het Openluchtmuseum Domein Bokrijk
Dit is een Lijst van bouwwerken in het Openluchtmuseum Domein Bokrijk te Genk. In dit museum zijn bouwwerken te zien die vaak eeuwenlang op een andere plek in België hebben gestaan. De bouwwerken moesten op de oude plek weg, vanwege uitbreidingsplannen of leegstand en zijn daarna op het museumterrein herbouwd.
De bouwwerken staan in onderstaande tabel in volgorde van plaatsnaam. 
| Naam bouwwerk                                                      | Oorspronkelijke locatie | Originele bouwtijd                                               | Jaar van overplaatsing naar het museum | Locatie in het museum    | Extra informatie | Foto |
| ------------------------------------------------------------------ | ----------------------- | ---------------------------------------------------------------- | -------------------------------------- | ------------------------ | --- | ---- |
| Woonhuis                                                           | Abele                   | 1771                                                             | 1978                                   | Oost- en West-Vlaanderen | |      |
| Stadswoningen                                                      | Antwerpen               |                                                                  | 1972 t/m 1989                          | De Sixties               | In het gebouwencomplex is de expo "De Sixties" gehuisvest |      |
| Wagenkot                                                           | Ardooie                 | 1743                                                             | 1971                                   | Oost- en West-Vlaanderen | |      |
| Wagenschop                                                         | Bergeijk                | Ca. 1800                                                         | 1968                                   | Kempen                   | Het enige bouwwerk op het museumterrein uit Nederland |      |
| Wagenkot                                                           | Beveren                 | Ca. 1800                                                         | 1958                                   | Oost- en West-Vlaanderen | |      |
| Schans met woning                                                  | Beverlo                 | 17e tot 19e eeuw                                                 |                                        | Oost- en West-Vlaanderen | |      |
| Grenssteen                                                         | Beverst                 |                                                                  | 1969                                   | Haspengouw               | |      |
| Vierkantshoeve                                                     | Beverst                 | Ca. 1847                                                         | 1969                                   | Haspengouw               | |      |
| Staande wip (schietpaal)                                           | Booischot               | 20e eeuw                                                         | 1975                                   | Haspengouw               | |      |
| Varkenshok                                                         | Booischot               | Tweede helft 19e eeuw                                            | 1955                                   | Kempen                   | |      |
| Pijlerkapel                                                        | Brustem                 |                                                                  |                                        | Haspengouw               | |      |
| Ongelukskruis                                                      | Diepenbeek              |                                                                  |                                        | Haspengouw               | |      |
| Paenhuys (brouwerij)                                               | Diepenbeek              | 17e eeuw                                                         | 1954                                   | Haspengouw               | |      |
| Spijker                                                            | Diepenbeek              | 17e eeuw                                                         | 1971                                   | Haspengouw               | |      |
| Bakhuis                                                            | Eksel                   | Ca. 1800                                                         | 1959                                   | Kempen                   | |      |
| Teutenhuis                                                         | Eksel                   | 17e en 18e eeuw                                                  | 1966                                   | Kempen                   | |      |
| Olieslagmolen                                                      | Ellikom                 | 18e eeuw                                                         | 1963                                   | Kempen                   | |      |
| Duiventoren                                                        | Eppegem                 | 1624                                                             | 1975                                   | Haspengouw               | Op het museumterrein is alleen de basis van de toren (tot ca. 4 meter hoogte) opgebouwd. Door allerlei problemen heeft men de herbouw in 1987 gestaakt.                                      |      |
| Romaanse dorpskerk                                                 | Erpekom                 | 11e eeuw                                                         | Ca. 1960                               | Kempen                   | |      |
| Tolhuis                                                            | Gelinden                | Ca. 1725                                                         | 1958                                   | Haspengouw               | |      |
| Kleine pijlerkapel                                                 | Gelmen                  |                                                                  |                                        | Haspengouw               | |      |
| Grenssteen                                                         | Hasselt                 |                                                                  |                                        | Haspengouw               | |      |
| Ongelukskruis                                                      | Hasselt                 |                                                                  |                                        | Kempen                   | |      |
| Poortgebouw                                                        | Heers                   | Midden 18e eeuw                                                  | 1956                                   | Haspengouw               | |      |
| Bakhuis                                                            | Heist-Goor              | Begin 19e eeuw                                                   | 1964                                   | Kempen                   | |      |
| Langgevelhoeve                                                     | Heist-op-den-Berg       | 17e eeuw                                                         | 1955                                   | Kempen                   | |      |
| Varkenshok, met ingebouwd secreet                                  | Heist-op-den-Berg       | Tweede helft 19e eeuw                                            | 1967                                   | Kempen                   | |      |
| Langgevelhoeve                                                     | Helchteren              | 19e eeuw                                                         | 1955                                   | Kempen                   | |      |
| Woonhuis "Zelse Schrans"                                           | Herenthout              | Eind 17e eeuw                                                    | 1957                                   | Kempen                   | |      |
| Schaapskooi                                                        | Herent                  | 18e eeuw                                                         | 1962                                   | Kempen                   | |      |
| Boswachterswoning                                                  | Hoeselt                 | Eind 17e eeuw                                                    | 1957                                   | Haspengouw               | |      |
| Dorpsschooltje                                                     | Hoeselt                 | Begin 18e eeuw                                                   | 1973                                   | Haspengouw               | |      |
| Hoeve "Ter Eversam Overvaert"                                      | Hoogstade               | 19e eeuw                                                         | 1977                                   | Oost- en West-Vlaanderen | |      |
| Langgevelhoeve                                                     | Houthalen-Kwalaak       | 19e eeuw                                                         | 1954                                   | Kempen                   | De boerderij ging op 30 april 2014 volledig verloren door een grote brand. Het pand werd niet herbouwd.                                                                                      |      |
| Duiventoren                                                        | Ingelmunster            | 1634                                                             | 1973                                   | Oost- en West-Vlaanderen | Het bouwwerk maakte oorspronkelijk deel uit van het Kasteel Ingelmunster |      |
| Twee dijkhuisjes                                                   | Kallo                   | 19e eeuw                                                         | 1974                                   | Oost- en West-Vlaanderen | |      |
| Wagenschop met stal                                                | Kallo                   | 19e eeuw                                                         | 1975                                   | Oost- en West-Vlaanderen | Het bouwwerk maakte oorspronkelijk deel uit van Hoeve Ketelhof in Kallo, die in 1975 afbrandde                                                                                               |      |
| Turfschop                                                          | Kalmthout-Nieuwmoer     | Ca. 1800                                                         | 1961                                   | Kempen                   | |      |
| Veldkruis                                                          | Kaulille                |                                                                  |                                        | Kempen                   | |      |
| Historisch hekwerk                                                 | Kerkom                  |                                                                  |                                        | Kempen                   | |      |
| Kapel                                                              | Kortemark               |                                                                  |                                        | Oost- en West-Vlaanderen | |      |
| Landarbeiderswoning                                                | Kortessem               | 19e eeuw                                                         | 1972                                   | Haspengouw               | |      |
| Veldkapel                                                          | Kortessem               |                                                                  |                                        | Haspengouw               | |      |
| Woonhuis                                                           | Kortessem               | Midden 17e eeuw                                                  | 1954                                   | Haspengouw               | |      |
| Varkensstal                                                        | Kozen                   | 17e eeuw                                                         | 1971                                   | Haspengouw               | |      |
| Rossekot                                                           | Lampernisse             | 19e eeuw                                                         | 1971                                   | Oost- en West-Vlaanderen | |      |
| Rossekot                                                           | Leisele                 | 1861                                                             | 1959                                   | Oost- en West-Vlaanderen | |      |
| Wagenkot                                                           | Leisele                 | Ca. 19e eeuw                                                     | 1984                                   | Oost- en West-Vlaanderen | |      |
| Zwingelkot                                                         | Leisele                 | 19e eeuw                                                         | 1984                                   | Oost- en West-Vlaanderen | |      |
| Herberg "In Sint-Gummarus"                                         | Lier                    | 18e eeuw                                                         | 1954                                   | Kempen                   | Het bouwwerk heeft op het museumterrein een horecafunctie |      |
| Touwslagerij                                                       | Lille                   | Tweede helft 19e eeuw                                            | 1962                                   | Kempen                   | |      |
| Woonhuis met vrijstaande schuur                                    | Lokeren                 | 18e eeuw                                                         | 1962                                   | Oost- en West-Vlaanderen | |      |
| Schuur met vrijtaande zaagstelling                                 | Lommel-Kattenbos        | 17e eeuw                                                         | 1954                                   | Kempen                   | |      |
| Postje (klein woonhuis) met schuur, stal en bakhuis                | Loppem                  | 17e eeuw                                                         | 1964, bakhuis in 1974                  | Oost- en West-Vlaanderen | |      |
| Bergschuur                                                         | Lo-Reninge              | 18e eeuw                                                         | 1957                                   | Oost- en West-Vlaanderen | |      |
| Boerderij de Wellenshoeve, met losstaand bakhuis                   | Lummen                  | Eind 18e eeuw                                                    | 1954                                   | Kempen                   | De boerderij heette oorspronkelijk Engelenhoeve, maar werd op het museumterrein vernoemd naar kunstschilder Charles Wellens. Dit was het eerste pand dat op het museumterrein herbouwd werd. |      |
| Veldkapel                                                          | Lummen                  |                                                                  |                                        | Kempen                   | |      |
| Watermolen                                                         | Lummen-Rekhoven         | 18e eeuw                                                         | 1957                                   | Kempen                   | De maalgangen en het binnenwerk van de molen zijn afkomstig van de Rooiermolen in Opitter |      |
| Pijlerkapel                                                        | Meerbeke                |                                                                  |                                        | Oost- en West-Vlaanderen | |      |
| Boerderij de Kilbershoeve, met vrijstaande schuur en bakhuis       | Meeuwen                 | 18e eeuw (boerderij), 19e eeuw (schuur), 20e eeuw (bakhuis)      | 1959                                   | Kempen                   | De schuur is op het museumterrein als bakkerij ingericht |      |
| Arbeiderswoningen                                                  | Meulebeke               | 19e eeuw                                                         | 1977                                   | Oost- en West-Vlaanderen | |      |
| Veldkruis                                                          | Molenbeersel            |                                                                  |                                        | Kempen                   | |      |
| Windmolen                                                          | Mol-Millegem            | 1788                                                             | 1955                                   | Kempen                   | |      |
| Schuur                                                             | Mol-Sluis               | 18e eeuw                                                         | 1957                                   | Kempen                   | |      |
| Schuur                                                             | Mol-Zelm                | 18e eeuw                                                         | 1954                                   | Kempen                   | De schuur is op het museumterrein in gebruik als speelschuur |      |
| Smidse                                                             | Neeroeteren             | 19e eeuw                                                         | 1967                                   | Kempen                   | |      |
| Boerderij de Uitschoolhoeve, met vrijstaande schuur en paardenstal | Oevel                   | 13e eeuw (boerderij), 14e eeuw (paardenstal), 15e eeuw (schuur)  | 1954                                   | Kempen                   | Het gebouwencomplex was oorspronkelijk eigendom van de Abdij van Tongerlo |      |
| Schuur (potstal en schaapskooi)                                    | Olen                    | 1789                                                             | 1956                                   | Kempen                   | |      |
| Varkenshok, met ingebouwd secreet                                  | Olmen-Gerheide          | Tweede helft 19e eeuw                                            | 1957                                   | Kempen                   | |      |
| Schuur                                                             | Oorderen                | 1722                                                             | 1965                                   | Oost- en West-Vlaanderen | Het bouwwerk maakte oorspronkelijk deel uit van Boerderij de Berghoeve en moest in 1965 wijken voor de uitbreiding van de Antwerpse haven                                                    |      |
| Stal                                                               | Oostkappel              | 19e eeuw                                                         | 1978                                   | Oost- en West-Vlaanderen | Het enige bouwwerk op het museumterrein uit Frankrijk |      |
| Bakhuis                                                            | Oostmalle               | 19e eeuw                                                         | 1956                                   | Kempen                   | |      |
| Boerderij                                                          | Oostvleteren            | 19e eeuw                                                         | 1958                                   | Oost- en West-Vlaanderen | |      |
| Dwarse schuur                                                      | Proven                  | 17e eeuw                                                         | 1961                                   | Oost- en West-Vlaanderen | |      |
| Hopast                                                             | Proven                  | 19e eeuw                                                         | 1973                                   | Oost- en West-Vlaanderen | |      |
| Veldkapel                                                          | Rollegem-Kapelle        |                                                                  |                                        | Oost- en West-Vlaanderen | |      |
| Varkenshok                                                         | Schakkebroek            | Midden 17e eeuw                                                  | 1966                                   | Haspengouw               | |      |
| Pastorij met vrijstaand wagenhuis en paardenstallen                | Schriek                 | 1776 (pastorij), 19e eeuw (wagenhuis), 20e eeuw (paardenstallen) | 1969                                   | Kempen                   | |      |
| Galgenmolen                                                        | Schulen                 | Ca. 1800                                                         | 1954                                   | Haspengouw               | De molen stond tot 1984 op een andere locatie op het museumterrein. Wegens stabiliteitsproblemen werd deze afgebroken en pas in 1996 herbouwd op de huidige locatie                          |      |
| Langgevelhoeve                                                     | Sint-Martens-Voeren     | Eerste helft 18e eeuw                                            | 1965                                   | Haspengouw               | |      |
| Herberg "In Den Dolfijn"                                           | Sint-Rijkers            | 1710                                                             | 1963-1965                              | Oost- en West-Vlaanderen | Het bouwwerk heeft in het museum een horecafunctie |      |
| Duifhuis met vrijstaande schuur                                    | Sint-Truiden            | 1663                                                             | 1971                                   | Haspengouw               | |      |
| Kapel                                                              | Sint-Truiden-Metsteren  |                                                                  |                                        | Haspengouw               | |      |
| Washuis                                                            | Sint-Truiden-Metsteren  | 1731                                                             | 1963                                   | Haspengouw               | Het bouwwerk maakte oorspronkelijk deel uit van de Abdij van Terbeek in Sint-Truiden-Metsteren                                                                                               |      |
| Hooghuis                                                           | Tessenderlo-Schoot      | 15e eeuw                                                         | 1972                                   | Kempen                   | |      |
| Langgevelhoeve, Herberg de Kleinaert                               | Ulbeek                  | 17e eeuw                                                         | 1967                                   | Haspengouw               | Het bouwwerk heeft in het museum een horecafunctie |      |
| Zoen- of Moordkruis                                                | Velm                    |                                                                  |                                        | Haspengouw               | |      |
| Ongelukskruis                                                      | Veulen                  |                                                                  |                                        | Haspengouw               | |      |
| Schuur                                                             | Vinkem                  | 16e eeuw                                                         | 1958                                   | Oost- en West-Vlaanderen | |      |
| Bruegelhoeve                                                       | Vorselaar-Vispluk       | Ca. 1600                                                         | 1962                                   | Kempen                   | Een deel van de boerderij is afkomstig uit Plassendonk |      |
| Klompenmakersoven                                                  | Vrasene                 | 18e eeuw                                                         | 2005                                   | Oost- en West-Vlaanderen | |      |
| Bakhuis                                                            | Waasmunster             | 1772                                                             | 1968                                   | Oost- en West-Vlaanderen | |      |
| Bakhuis                                                            | Watou                   | Eind 19e eeuw                                                    | 1977                                   | Oost- en West-Vlaanderen | |      |
| Kapel                                                              | Westmeerbeek            |                                                                  |                                        | Kempen                   | |      |
| Sekreet                                                            | Westmeerbeek            | Tweede helft 19e eeuw                                            | 1955                                   | Kempen                   | Het bouwwerk maakte oorspronkelijk deel uit van Boerderij de Lelie, in Westmeerbeek |      |
| Woonstalhuis met vrijstaande schuur                                | Wortel                  | Ca. 1730                                                         | 1969                                   | Kempen                   | Het woonstalhuis is in het museum als souvenirwinkel in gebruik |      |
| Grenssteen                                                         | Zepperen                |                                                                  |                                        | Haspengouw               | |      |
| Kapel van de Natte Bampt                                           | Zepperen                | 1736                                                             | 1968                                   | Haspengouw               | De kapel maakte oorspronkelijk deel uit van het Bogaardenklooster van Zepperen |      |
| Bakhuis                                                            | Zolder-Viversel         | Midden 17e eeuw                                                  | 1954                                   | Haspengouw               | |      |
| Schuur                                                             | Zuienkerke              | 14e tot 18e eeuw                                                 | 1965                                   | Oost- en West-Vlaanderen | De schuur maakte oorspronkelijk deel uit van Hoeve Groot-Schoeringe in Zuienkerke en was eigendom van het Sint-Janshospitaal in Brugge                                                       |      |